# Свеча памяти

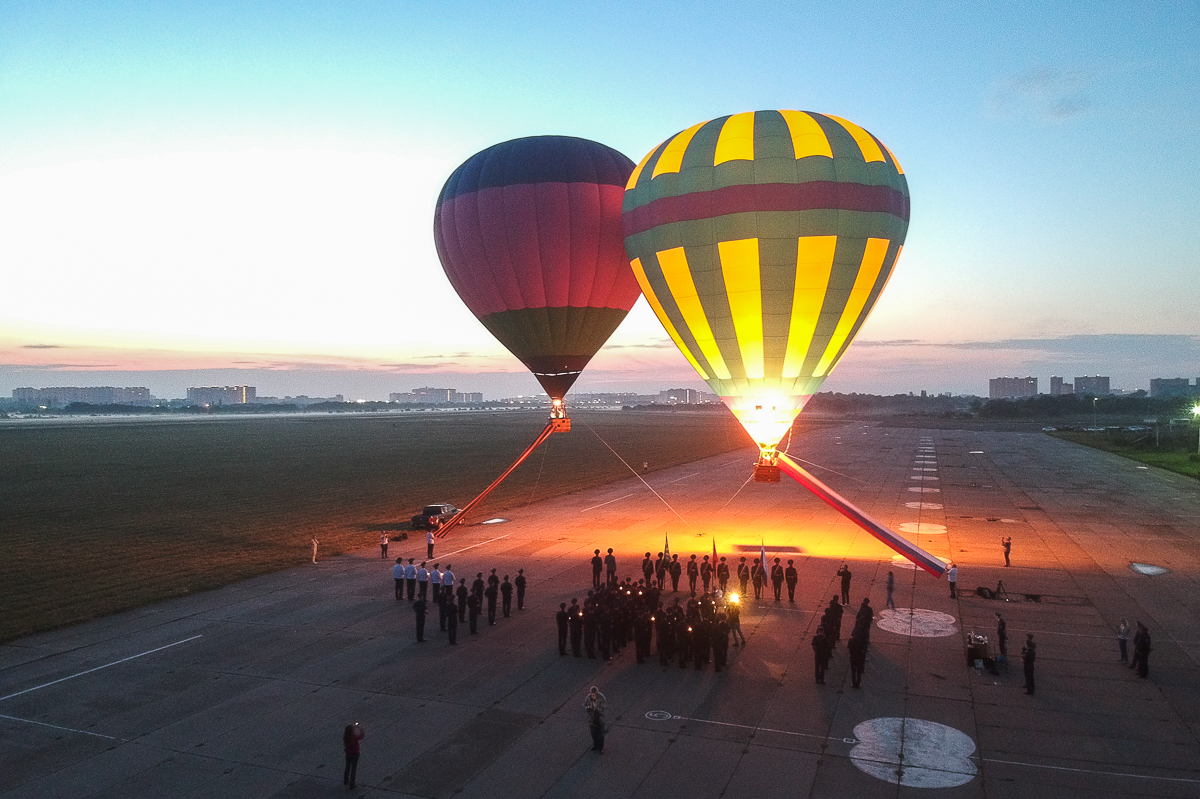
В Краснодарском училище лётчиков прошла уникальная акция «Свеча памяти».

Свеча́ па́мяти — всероссийская общенациональная благотворительная акция, проходит как день поминовения и знак памяти обо всех, кто пал жертвой в годы самой страшной войны XX века. Во всероссийском формате впервые была проведена в ознаменование 65-й годовщины полного снятия Блокады Ленинграда в Санкт-Петербурге 27 января 2009 года. Далее проводилась ежегодно. 
В 19:00 горожанам предлагалось выключить в своей квартире свет и зажечь в окне свечу в память всех жителей и защитников блокадного Ленинграда. Городские службы зажгли факелы на Ростральных колоннах стрелки Васильевского острова, издалека выглядевшие как гигантские свечи.
Кроме того, в 19:00 все FM-радиостанции Санкт-Петербурга передавали сигнал метронома, также 60 ударов метронома прозвучали по городской системе оповещения МЧС и радиотрансляционной сети.

## История
В российскую историю сравнительно недавно вошла памятная дата, которая стала общественным движением, зародившимся в обществе. Впервые стартовала в Тюмени как инициатива молодёжного творческого объединения «Люди в чёрном» и молодёжного «Экспериментального Шекспировского театра» в 2004 году. В формате всероссийского масштаба акция «Свеча памяти» впервые стартовала по всей России в 2009 году, когда инициативу проявила общественная группа межрелигиозного совета России, предложившая всероссийский формат акции и встретившая широкий отклик в обществе.
В Санкт-Петербурге акцию «Свеча памяти» проводят в день полного снятия блокады Ленинграда — 27 января, а также в первый день Великой Отечественной войны.
Акция проходит в ночь на 22 июня, в День памяти и скорби. Вечером в 21.00 участники акции зажигают свечи, чтобы вспомнить всех, кто погиб на полях Великой Отечественной войны, фотографируют её и выкладывают фотографии в социальные сети с хештегом. В этот день проводятся многочисленные патриотические мероприятия, посвящённые памяти о войне. Предположительно, в акции принимают участие миллионы российских граждан
В 2020 году в связи с пандемией прошла Всероссийская онлайн-акция «Свеча памяти». В рамках Всероссийской онлайн-акции, проведённой Благотворительным фондом «Память поколений», каждый желающий мог в режиме онлайн зажечь виртуальную свечу, стоившую один рубль. На сайте благотворительного фонда «Деньпамяти.рф» было зажжено 27 714 788 виртуальных свечей.
Акция проходит не только по всей России, многие зарубежные страны, в том числе, Германия в 2020 году, приняли участие в акции.
В 2014 году в церемонии на Дворцовой площади приняли участие 5000 человек.